# 태권도 기술 목록
다음은 태권도의 기술 종류에 관한 내용이다.
태권도 기술과 명칭은 배우는 곳과 수준에 따라 조금씩 다르며, 모든 기술을 설명하지는 않았다.

## 손을 이용한 기술
태권도에서 손을 이용한 기술들은 발차기에 대한 근거리 대안으로 사용된다. 다양한 방식들이 사용되며 상대방을 기절시키고 상대가 방어할 수 없게 만들 수 있는 빠른 스피드를 요구한다. 손을 이용한 기술은 크게 두 가지로 나뉜다.
- 주먹 지르기
- 치기

## 차기
- 앞차기
- 옆차기
- 뒤차기
- 돌려차기
- 뛰어 차기
- 후려차기
- 내려차기

## 참고 자료
- Modern Taekwondo:The Official Training Manual, Soon Man Lee and Gaetane Ricke; Sterling Publishing Company, New York, NY; copyright 1999
- Traditional Taekwondo:Core Techniques, History, and Philosophy, Master Doug Cook; YMAA Publication Center, Boston, Massachusetts; copyright 2006
- Forces of Tae Kwon Do, Edward B Sell and Brenda J Sell; U.S. Chung Do Kwan Association, Lakeland, Florida; copyright 2004